# Woiwodschaft Brześć Kujawski

Die Woiwodschaft Brześć Kujawski (rot) im Königreich Polen-Litauen

Die Woiwodschaft Brześć Kujawski (polnisch Województwo brzeskokujawskie) war eine Verwaltungseinheit in der großpolnischen Provinz als Teil des Königreiches Polen beziehungsweise Polen-Litauens. Sie bestand vom 14. Jahrhundert bis 1793. Sitz des Woiwoden war die Stadt Brześć Kujawski. 
Die Sejm-Abgeordneten trafen sich regelmäßig in Radziejów zu einem Generalsejmik. Im späten 16. Jahrhundert hatte sie eine Fläche von 3.000  km². Die Woiwodschaft gehörte zur Provinz Großpolen. Ihr Gebiet macht heute einen Teil des Territoriums der Woiwodschaft Kujawien-Pommern aus. Die Woiwodschaft entsandte drei Senatoren in den polnisch-litauischen Senat: den Bischof von Włocławek, den Woiwoden von Brześć Kujawski und den Kastellanen von Brześć Kujawski. Der Sejmik entsandte mehrere Abgeordnete ins polnisch-litauische Abgeordnetenhaus. Die Woiwodschaft wurde in fünf Kreise getrennt. Im Zuge der zweiten polnischen Teilung 1793 ging das Gebiet mit um 114.600 Einwohnern zum größten Teil zur Provinz Westpreußen.